# 雅水镇
雅水镇，是中华人民共和国贵州省黔南布依族苗族自治州惠水县下辖的一个乡镇级行政单位。
2014年2月14日，贵州省人民政府批复同意惠水县部分乡镇行政区划调整，新设置的雅水镇辖原雅水镇、抵麻乡及原太阳乡的摆王村、摆俄村、播哨村、西牛村、蓬路村、洛平村，镇人民政府驻雅水村。

## 行政区划
雅水镇下辖以下地区：
雅水村、葡林村、新民村、播谭村、道力村、摆炉村、街上村、下兴村、大龙村、播哨村、摆俄村、摆王村、蓬路村、西牛村、洛平村、公朋村、摆亚村、硐房村、地关村和旧寨村。